# كابانيس (كاستيلون)
بلدية كابانيس (بالإسبانية: Cabanes)‏، هي إحدى بلديات مقاطعة كاستيلون التي تقع في منطقة بلنسية، في شرق إسبانيا.
يبلغ عدد سكانها 2.734 نسمة وفقاً لإحصائية سنة (2006).